# 寇帝·林利
寇帝·馬丁·林利（英語：Cody Martin Linley，1989年11月20日—）是美國的一位演員和歌手。他在電視節目孟漢娜中有一個固定角色。並且還參加了與星共舞第七季的節目。他也出演過多部電視劇。

## 外部連結
- 寇帝·林利在互联网电影资料库（IMDb）上的資料（英文）
- TheRoandCoShow's Channel (Roshon Fegan and Cody Linley's YouTube)（页面存档备份，存于）
- Rotten Tomatoes biography（页面存档备份，存于）